# Капе, Ян
Ян Капе (фр. Yann Capet) — французский политик, бывший депутат Национального собрания Франции.

## Биография
Родился 31 декабря 1975 г. в Кале (департамент Па-де-Кале). Член Социалистической партии.
Ян Капе - сын бывшего депутата Национального собрания от 7-го избирательного округа Андре Капе. В 16 лет вступил в ряды молодёжного движения Социалистической партии. В 2010 году по списку левых прошёл в состав Регионального совета Нор-Па-де-Кале.
На выборах в Национальное собрание 2012 г. был выдвинут кандидатом от Социалистической партии по 7-му избирательному округу и одержал победу в 2-м туре, получив 61,44 % голосов. 
В марте 2014 года Ян Капе прошел в городской совет Кале в составе единого левого списка, после чего покинул Региональный совет Нор-Па-де-Кале. В декабре 2015 года был третьим в списке левых по департаменту Па-де-Кале на выборах в Совет региона О-де-Франс, но после отказа левых от участия во 2-м туре выборов в Региональный совет не прошел.
На выборах в Национальное собрание 2017 г. занял только четвертое место в 1-м туре и мандат депутата Национального собрания утерял.

## Политическая карьера
21.03.2010 - 04.2014 — член Регионального совета Нор-Па-де-Кале 

18.06.2012 - 20.06.2017 — депутат Национального собрания Франции от 7-го избирательного округа департамента Па-де-Кале

с 30.03.2014 — член совета города Кале